# San Juan Juquila Mixes
San Juan Juquila Mixes es una localidad del estado mexicano de Oaxaca. Es cabecera del municipio de San Juan Juquila Mixes.

## Demografía
| Censo | Población |
| ----- | --------- |
| 1900  | 1 805     |
| 1910  | 1 846     |
| 1921  | 1 674     |
| 1930  | 1 721     |
| 1940  | 1 595     |
| 1950  | 1 748     |
| 1960  | 1 835     |
| 1970  | 1 454     |
| 1980  | 1 871     |
| 1990  | 1 925     |
| 1995  | 1 768     |
| 2000  | 1 661     |
| 2005  | 1 432     |
| 2010  | 1 668     |
| 2020  | 1 962     |